# Левая желудочная артерия
Ле́вая желу́дочная арте́рия (также называемая венечная артерия) - это первая и самая маленькая ветвь чревного ствола. Кровоснабжает желудок и пищевод.

## Топография
Диаметр левой желудочной артерии (ЛЖА) составляет 3 — 5 мм. В большинстве случаев она отделяется от верхнего края чревного ствола до его разделения на селезеночную и печеночную ветви, пересекает левую ножку диафрагмы и поднимается влево-вверх по направлению к пищеводно-желудочному переходу, закругляясь при этом в виде полувенца или вогнутой вниз арки. Затем артерия резко поворачивает вперёд и вниз, и достигает малой кривизны желудка приблизительно на 3 см ниже пищеводножелудочной вырезки. По пути к малой кривизне желудка ЛЖА приподнимает задний листок брюшины, образуя желудочно-поджелудочную складку. Образуемый артерией серп, поднимающий задний листок брюшины перед вхождением в малую кривизну, имеет большое значение при оперативном вмешательстве. Он способствует распознаванию ЛЖА, вьщелению чревного ствола с целью удаления окружающих его лимфатических узлов,  мобилизации серпа ЛЖА около устья чревного ствола с целью перевязки при резекции желудка.
Перед достижением малой кривизны желудка ЛЖА даёт восходящую ветвь, называемую восходящей пищеводной (также кардиопищеводной) атерией, которая кровоснабжает кардию и нижнюю (дистальную) часть пищевода. Эта артерия анастомозирует с отходящей от грудной аорты нижней пищеводной артерией. В редких случаях количество кардиопищеводных артерий достигает двух-трёх.
Далее ЛЖА разделяется на переднюю и заднюю ветви, которые следуют далее слева направо между листками малого сальника (печеночно-желудочная связка) по малой кривизне желудка, кровоснабжая, соответственно, правую верхнюю переднюю и заднюю стенки желудка. Задние ветви обычно входят в анастомоз с ветвями правой желудочной артерии.

## Вариативность
- Левая желудочная артерия может отделяться непосредственно от брюшной аорты. В таком случае либо ниже её отделяется чревный ствол, который впоследствии делится на селезёночную и общую печёночную артерии, либо все артерии, обычно ответвляющиеся от чревного ствола, отходят непосредственно от аорты, а чревный ствол отсутствует.
- Примерно в 2% случаев левая нижняя диафрагмальная артерия не ответвляется непосредственно от брюшной аорты, а является ветвью ЛЖА.
- Также от ЛЖА может отходить аберрантная левая печеночная артерия (также называемая желудочно-печёночная артерия, артерия Рио-Бранко или артерия Хартла). Эта артерия иногда может принимать значимое участие либо быть единственной в кровоснабжении левой доли печени, в каковом случае перевязка при оперативном вмешательстве левой печеночной артерии или ЛЖА проксимальнее устья левой печеночной артерии может привести к полному или частичному некрозу левой доли печени[1].